# Missionskyrkan, Helsingfors

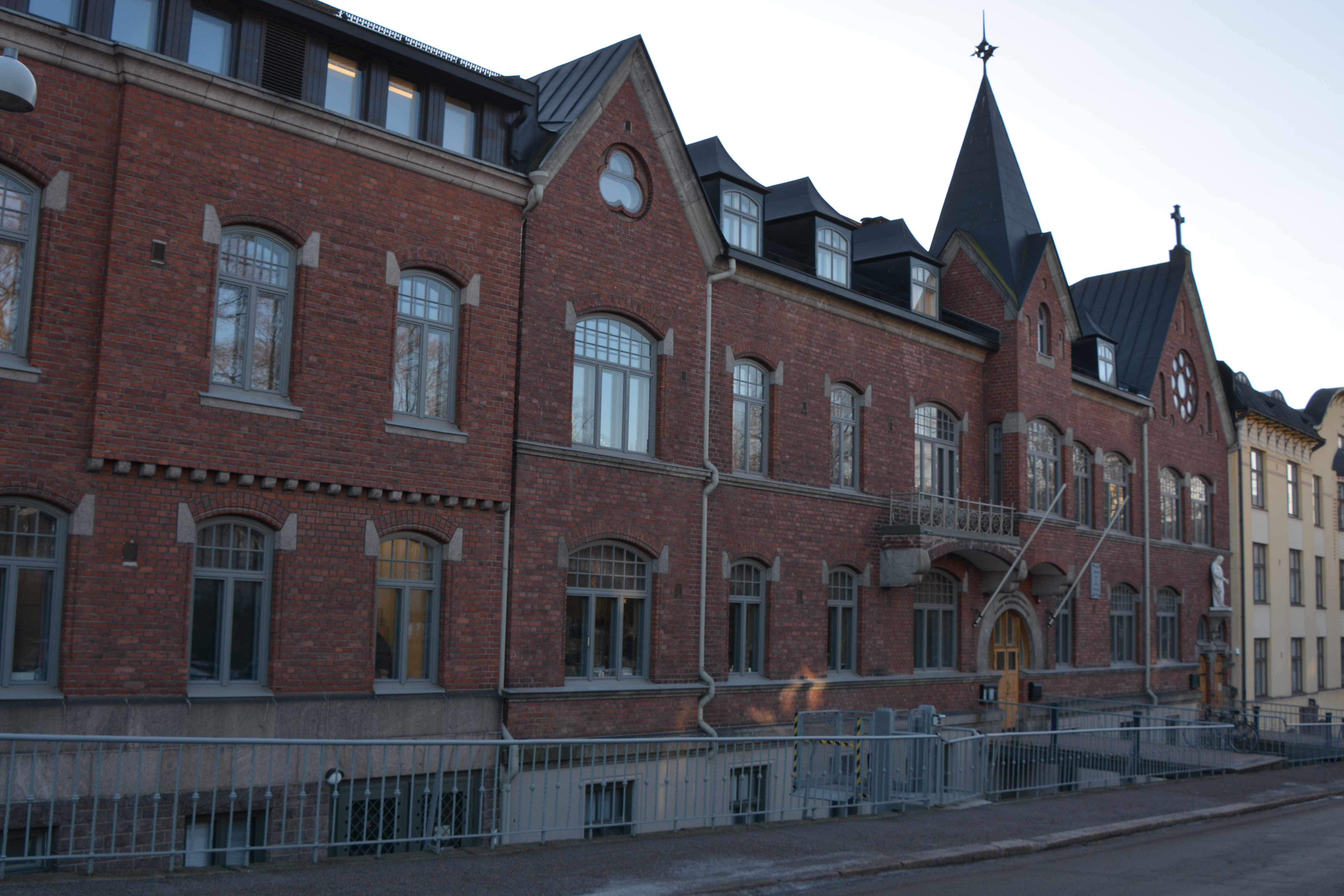
Missionskyrkan

Missionskyrkan (finska: Lähetyskirkko) är en frikyrka i Helsingfors, som tillhör Finska Missionssällskapet. 
Missionskyrkan invigdes år den 2 december 1900 under benämningen bönehus, och var då Helsingfors i tidsordning sjunde uppförda kyrka. Kyrkolokalen rymmer cirka 365 personer, varav 125 på läktaren.